# 沢渡村 (福島県)
沢渡村（さわたりむら）は福島県南東部、石城郡に属していた村。現在のいわき市北西部（三和地区）の国道49号沿道、好間川上流域にあたる。なお現在、旧村域に属する大字は三和町を冠する。

## 地理
- 山：馬場山、雨降山、塩見山
- 河川：好間川

## 歴史
- 1889年（明治22年）4月1日 - 町村制の施行により、中寺村、下市萱村、上市萱村が合併して磐前郡沢渡村が発足。
- 1896年（明治29年）4月1日 - 所属郡が石城郡に変更。
- 1955年（昭和30年）2月11日 - 永戸村・三阪村と合併して三和村が発足。同日沢渡村廃止。
- 1966年（昭和41年）10月1日 - 三和村が平市・常磐市・磐城市・内郷市・勿来市、石城郡小川町・遠野町・四倉町・川前村・田人村・好間村、双葉郡久之浜町・大久村と合併していわき市が発足。

## 交通

### 道路
- 国道115号（現・国道49号）